# Spojené státy americké na Zimních olympijských hrách 1948
Spojené státy americké na Zimních olympijských hrách 1948 reprezentovalo 69 sportovců (59 mužů a 10 žen) v 9 sportech.

## Medailisté
| Medaile | Jméno                                                      | Sport           | Disciplína       |
| ------- | ---------------------------------------------------------- | --------------- | ---------------- |
| Zlato   | Gretchen Fraserová                                         | Alpské lyžování | Ženy slalom      |
| Zlato   | William D'Amico Patrick Martin Edward Rimkus Francis Tyler | Boby            | Čtyřbob          |
| Zlato   | Dick Button                                                | Krasobruslení   | Muži jednotlivci |
| Stříbro | Gretchen Fraserová                                         | Alpské lyžování | Ženy kombinace   |
| Stříbro | John Heaton                                                | Skeleton        | Muži             |
| Stříbro | Kenneth Bartholomew                                        | Rychlobruslení  | Muži 500 m       |
| Stříbro | Robert Fitzgerald                                          | Rychlobruslení  | Muži 500 m       |
| Bronz   | Schuyler Carron Frederick Fortune                          | Boby            | Dvojbob          |
| Bronz   | James Bickford Donald Dupree William Dupree Thomas Hicks   | Boby            | Čtyřbob          |